# トライアンフ・ボンネビル790
トライアンフ・ボンネビル790（Triumph Bonneville 790 cc）は、レスターシャーのヒンクリーで2001年から2007年にトライアンフ・モーターサイクルによって設計・製造されたイギリスのオートバイで、排気量が865ccに拡大された。

## 開発
トライアンフは、790cc、360度クランクのパラレルツインエンジンの、15年ぶりの初めての新しいボンネビルを2000年9月のミュンヘン・モーターサイクル・ショーで披露した。トライアンフの開発チームは、当初は輸出向けのエントリーレベルの中排気量モデルとして1997年4月に「908MDプロジェクト」と呼ばれるプロトタイプを設計した。
市場調査の結果からは、トライアンフの伝統が海外のバイヤーにとって重要な要素であることが示され、輸出部門のマネージャーのロス・クリフォードはクラシックなエンジン構成と最新の技術を組み合わせた並列2気筒レイアウトの開発を決定した。1997年の夏までにこのコンセプトが承認され、シャシーとエンジンの設計チームが開発作業を開始した。新しいオートバイのデザインは伝統的な外見と現代的なハンドリングのフレームを結びつけた。開発チームは完全にレストアされた1969年式ボンネビルT120からスタートして、1998年を設計に取り組んだ。1998年8月までに営業・マーケティング部門と技術部門によってフルサイズの3次元モデルの最初のデザインレビューが完了した。
最初の「ボンネビル」エンジンは1998年12月15日にテストされた。試作エンジンは、金型生産に入る前に長期間にわたって稼働させられた。1998年末までに、シャシーチームはデザインプロトタイプの作業を完了させた。1999年3月に、新しいエンジンがプロトタイプシャシーに搭載されて初走行し、全般的な実走テストが開始され、1999年7月に最初の6台の試作車が組み上げられた。2台は主としてエンジンのテストに用いられ、2台がシャシー開発に使用された。1999年9月には、量産型のボンネビルのデザインとスペックのレビューがトライアンフの販売・マーケティングチームによって完了し、最終テストは2000年7月に完了してディーラーでの販売に間に合った。

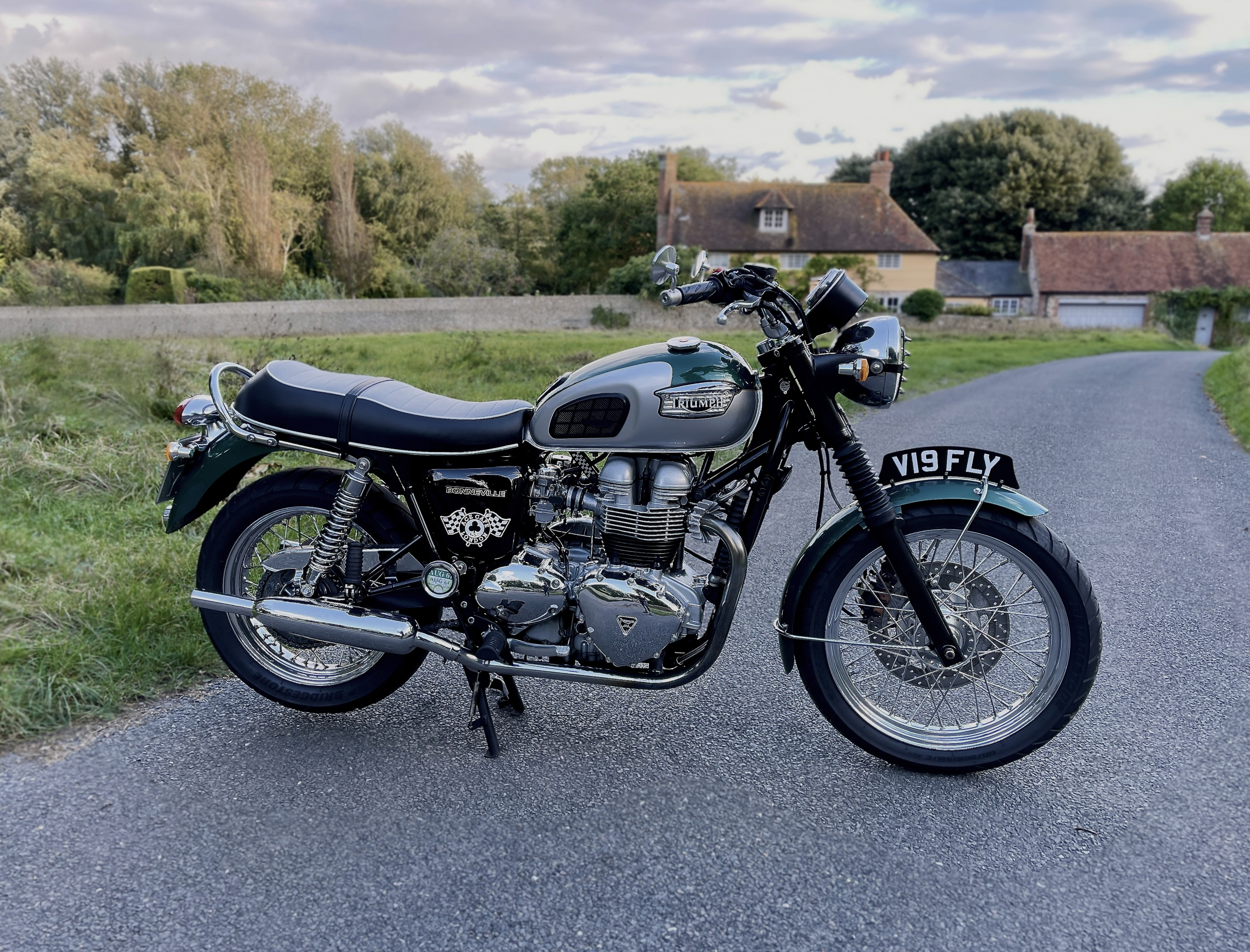
2000年11月にヒンクリーの生産ラインで組み立てられた4台目のボンネビル

## エンジン設計
「伝統的」な排気量である750ccと、最初のボンネビルの650ccも790ccが選択される前に考慮された。86mmのボアサイズは気筒あたり4バルブのレイアウトを容易にし、68mmのストロークは長いコンロッドを採用することで2次振動を最小限にすることができたが、トライアンフの技術者はコンロッドの重量を少し変えて「特徴的な」振動を復活させた。デザイナーのデビッド・ストライドは、フィン付きシリンダーやダミーのプッシュロッドチューブ（シリンダーヘッドのオイルブリーザーとして機能）、内部のオイルラインなど、オリジナルの外観を残したディテールを追加し、すっきりとした外観を作り上げることができた。
望ましい低中速域の性能に加え、このエンジンは最高速度115 mph (185 km/h)の能力があり、7,400rpmで61 bhp (45 kW)の最大出力と、3,500rpmで44 lbf⋅ft (60 N⋅m)の最大トルクを発生し、2,750rpmからレッドゾーンまでエンジンのトルク出力の90%を利用できる。
このエンジンはオリジナル同様に空冷式だが、旧モデルのプッシュロッドによるバルブ駆動に変えて2本のオーバーヘッドカムシャフトを備えている。フレームにマウントされたオイルクーラーによって油温が一定に保たれ、カムシャフトの駆動は気筒間に配置されたチェーンによって行われ、アイドラーギアを組み込む小音でシリンダーヘッドを非常にコンパクトにすることができた。

## ギアボックスと車体部品
ギアボックスは、実績のあるトライアンフ955iの5速で、ワイヤ動作の湿式クラッチを反対側に配置して2次駆動チェーンを左側ではなく右側に通した。これによって、エンジン右側に小さな3角形のエンジンカバーが右側で、大きなクラッチケースが左という伝統的なトライアンフの2気筒レイアウトが可能となった。燃料噴射ではなく36mmのケイヒン製キャブレターが選択されたが、寒冷時の始動を容易にするために電熱ヒーターが設けられ、スロットルレスポンスを最適化するためにディジタル点火システムにつながったスロットルポジションセンサーも与えられた。
「豆鉄砲」（piashooter）タイプの2本出しの排気管は、静粛性のために通常よりも長く、バンク角を確保するために途中に屈曲部が設けられた。エンジンはフレームに5点でボルト止めされたが、カウンターバランスのおかげでラバーマウントは不要となっていた。リアサスペンションには2本のカヤバ製ショックアブソーバーが配され、フロントには調整機能のない41mm系のカヤバ製テレスコピックフォークがキャスター角29度、トレイル量117mmで取り付けられた。19インチの前輪は17インチの後輪に対してオフセット配置され、比較的長い58.8-インチ (1,490 mm)のホイールベースと低い30.5-インチ (770 mm)のシート高はボンネビルにオリジナルのスラッとした外観を与えている。

## アップグレード
2004年にエンジンはブラックフィニッシュに変更され、2007年で790ccのボンネビルの生産は終了して、排気量が865ccに拡大された。